# Florian Wolff
Florian Wolff (Groningen, 29 mei 1985) is een Nederlandse singer-songwriter die zowel solo als met verschillende bands optreedt. Aanvankelijk trad hij op met The Elizabeth Knowhow en Rolodex, later speelde hij ook geregeld live samen met Diskjockey Daniel Zuur, waarbij zij samen de muziekstijlen acid, house en techno ten gehore brachten.
Hij is vooral bekend geworden doordat hij de eerste artiest in de wereld is die concerten geeft met een eigen mobiel podium dat op zonne-, wind- en menselijke energie werkt. De vrachtwagen die alles vervoert, rijdt op biogas. In 2010 was hij hiermee te zien op verschillende muziekfestivals in Nederland, de zogenoemde Green Tour.
De eerste solo-cd die Wolff uitbracht, bevat vooral "feelgood"-nummers die basaal met de gitaar geschreven zijn. De tweede cd is wat ruwer van aard door het gebruik van bijvoorbeeld blaasinstrumenten, die op de eerste cd niet te horen zijn.

## Levensloop
Wolff groeide op in Groningen samen met zijn oudere broer Joris, die muziek produceert voor onder meer het duo Sonic Me. Zijn vader Reinhard Wolff werd in Duitsland geboren en is psycholoog-loopbaanadviseur en schrijver. Wolff studeerde aan de Academie voor Popcultuur in Leeuwarden en slaagde in februari 2012.

## Werk en prijzen
- In 2008 deed Wolff mee aan de Grote Prijs van Nederland en haalde de finale.
- In januari 2009 trad Wolff op tijdens Noorderslag in Groningen en werd hij tot Serious Talent benoemd door 3FM, samen met Kyteman en Bertolf.
- In 2010 speelde Wolff zes keer tijdens het Lowlands Festival met de Green Tour op LLowlab.
- Tjidde Hofstra (elektrische gitaar), Thomas Azier (keyboard), Joost van Soest (drums/percussie/cajón) en Ruurd Jan de Meulder (contrabas) werkten mee aan de opnames in de studio van de cd Catching Up, Standing Still.
- Op de cd Get Loaded Volume 2 - uitgebracht door de Academie voor Popcultuur - staat het nummer Cannonballs van The Elizabeth Knowhow.
- Op 17 juni 2011 begon Wolff een eigen muziekpagina op Facebook. Van daaruit was zijn promotie-ep gratis te downloaden. Hierop stonden de nummers Trampoline, So far So Good en Into You als voorproefje op de cd The Nature Of Things, die later dat jaar uitkwam.
- De videoclip van So Far, So Good werd op het Nederlands Film Festival 2011 geselecteerd voor het NL Online Film Festival.

## Milieubewustheid
- De levensstijl van Wolff is erop gericht het milieu te respecteren en hij is overtuigd vegetariër.
- De hoes van beide uitgebrachte cd's zijn van honderd procent gerecycled papier gemaakt.
- Op 16 juni 2011 kwam de videoclip van So Far So Good uit. Deze was op een milieubewuste manier gemaakt.[3]

## Bekende Nederlanders
- Tijdens de verkiezingstijd in 2010 was Femke Halsema te gast op een Green Tour-concert te Haarlem.[4]

## Discografie

### Albums
| Jaar              | Album                       |
| ----------------- | --------------------------- |
| 2008              | Catching Up, Standing Still |
| 16 september 2011 | The Nature Of Things        |